# ういうい♥days
『ういうい♥days』（ういういでいず、Oui Oui♥days）は、犬上すくねの漫画作品。竹書房の月刊雑誌『まんがライフオリジナル』に2003年から2012年まで連載された。

## 概要
本作品は、2002年の『まんがライフオリジナル』5月号にゲスト掲載された読切「春して恋して見つめてスキして」（以下、「春して」）が原形である。この「春して」が好評だったため、翌2003年の同誌2月号に続編「CHOCO（チョコっ）とフォーリンLove♥」がゲスト掲載された。この2度のゲスト掲載を経て、一部設定を連載用に微調整したうえで同年の『まんがライフオリジナル5/1増刊号 学園パラダイス♥』にプロローグ的に掲載された直後、『まんがライフオリジナル』5月号より連載となり、2012年4月号をもって完結した。
舞台となるのは架空の高校「東京都立若草高等学校」で、校名になぞらえた色の制服がデザインされている。また、作者の傾向として一風変わった恋愛関係の漫画を書くというものがあるが、この作品にもその影響は大きく表れている。「ういうい」は「初々しい」、すなわち「物慣れずに幼い感じがする」という意味であり、その名の通り様々な男女関係のぎくしゃくした動きを描いている。
掲載している雑誌は4コマ漫画専門誌であるが、本作品はストーリー形式である。ただ、各話の末尾に後日談もしくはサイドストーリーとして、2本の4コマ作品が附属している。なお、同誌編集部の説明によれば、「春して」に附属している2本が作者にとって初の4コマである。
単行本は2010年11月現在、竹書房から9巻が刊行されている。第6巻発売時には小学館から「エンジェル高校」第3巻が同時発売された記念に「いぬふぇす-Sukune Inugami Festa-」が開催され、両方の巻の帯にある応募券で直筆サイン入り書き下ろし図書カードが100名限定抽選されている。
連載終了後「片桐先生と西井くん」のタイトルで後日談を同人誌にて刊行。

## 登場人物
倉持妙子（くらもち たえこ）
潮と交際中。少女体型でいわゆるどじっこ。コーラス部所属。
市巻潮（いちまき うしお）
妙子と交際中。サッカー部で勉強もできるがうっかりもので、妙子とは似たものカップル。
川端知花（かわばた ちか）
妙子の友人で演劇部所属。負けず嫌いな性格。
佐藤哲平（さとう てっぺい）
潮の友人で柔道部所属。知花に片思いしていたが、花火大会の時に告白。以降、知花と付き合い始める。
村岡薫子（むらおか かおるこ）
妙子の友人で15歳年上の朋人と遠距離恋愛中。
西井かずみ（にしい かずみ）
潮の友人で化学部所属。顧問の片桐先生に淡い片思い中。ゲーム好き。

## 単行本
- 犬上すくね『ういういdays』 竹書房〈バンブーコミックス〉、全11巻
  1. （2004年4月7日発売）、ISBN 4-8124-5938-9
  2. （2004年12月18日発売）、ISBN 4-8124-6084-0
  3. （2005年10月7日発売）、ISBN 4-8124-6272-X
  4. （2006年11月7日発売）、ISBN 4-8124-6526-5
  5. （2007年8月7日発売）、ISBN 978-4-8124-6722-0
  6. （2008年4月18日発売）、ISBN 978-4-8124-6817-3
  7. （2009年4月16日発売）、ISBN 978-4-8124-7067-1
  8. （2009年11月17日発売）、ISBN 978-4-8124-7188-3
  9. （2010年11月6日発売）、ISBN 978-4-8124-7470-9
  10. （2011年7月16日発売）、ISBN 978-4-8124-7623-9
  11. （2012年4月17日発売）、ISBN 978-4-8124-7763-2

## ドラマCD
トライネットエンタテインメントから2006年に発売された。
- 第1巻（2006年2月24日、TNCD-7001）

### キャスト
- 倉持妙子：藤田咲
- 市巻潮：水島大宙
- 川端知花：稲村優奈
- 佐藤哲平：うえだゆうじ
- 村岡薫子：二宮圭美
- 西井かずみ：杉山紀彰